# Lavigerie
Pour les articles homonymes, voir Lavigerie.
Lavigerie est une commune française, située dans le département du Cantal en région Auvergne-Rhône-Alpes.

## Géographie
Cette commune du Cantal est située au pied du puy Mary, dans la haute vallée de la Santoire et celle de son ruisseau affluent, l'Impradine. Elle est composée du bourg de Lavigerie proprement dit ainsi que de plusieurs petits hameaux : la Buge, la Chapelle, la Courbatière, la Gandilhon et la Gravière.
Bien que l'altitude moyenne soit autour de 1 100 mètres, la commune est vaste et possède sur son territoire quelques sommets dont le plus haut culmine à plus de 1 800 mètres.

### Communes limitrophes
Les communes limitrophes sont Le Claux, Dienne, Laveissière et Mandailles-Saint-Julien.

### Climat
Pour des articles plus généraux, voir Climat d'Auvergne-Rhône-Alpes et Climat du Cantal.
En 2010, le climat de la commune est de type climat de montagne, selon une étude du CNRS s'appuyant sur une série de données couvrant la période 1971-2000. En 2020, Météo-France publie une typologie des climats de la France métropolitaine dans laquelle la commune est exposée à un climat de montagne ou de marges de montagne et est dans la région climatique  Ouest et nord-ouest du Massif Central, caractérisée par une pluviométrie annuelle de 900 à 1 500 mm, maximale en automne et en hiver. 
Pour la période 1971-2000, la température annuelle moyenne est de 7,7 °C, avec une amplitude thermique annuelle de 15,3 °C. Le cumul annuel moyen de précipitations est de 1 510 mm, avec 14,1 jours de précipitations en janvier et 8,8 jours en juillet. Pour la période 1991-2020, la température moyenne annuelle observée sur la station météorologique de Météo-France la plus proche, sur la commune du Claux à 4 km à vol d'oiseau, est de 8,4 °C et le cumul annuel moyen de précipitations est de 1 515,7 mm,. Pour l'avenir, les paramètres climatiques de la commune estimés pour 2050 selon différents scénarios d'émission de gaz à effet de serre sont consultables sur un site dédié publié par Météo-France en novembre 2022.

## Urbanisme

### Typologie
Au 1er janvier 2024, Lavigerie est catégorisée commune rurale à habitat très dispersé, selon la nouvelle grille communale de densité à 7 niveaux définie par l'Insee en 2022.
Elle est située hors unité urbaine et hors attraction des villes,.

### Occupation des sols
L'occupation des sols de la commune, telle qu'elle ressort de la base de données européenne d’occupation biophysique des sols Corine Land Cover (CLC), est marquée par l'importance des forêts et milieux semi-naturels (78,6 % en 2018), une proportion identique à celle de 1990 (78,6 %). La répartition détaillée en 2018 est la suivante : 
milieux à végétation arbustive et/ou herbacée (68,3 %), prairies (21,4 %), forêts (10,3 %). L'évolution de l’occupation des sols de la commune et de ses infrastructures peut être observée sur les différentes représentations cartographiques du territoire : la carte de Cassini (XVIIIe siècle), la carte d'état-major (1820-1866) et les cartes ou photos aériennes de l'IGN pour la période actuelle (1950 à aujourd'hui).

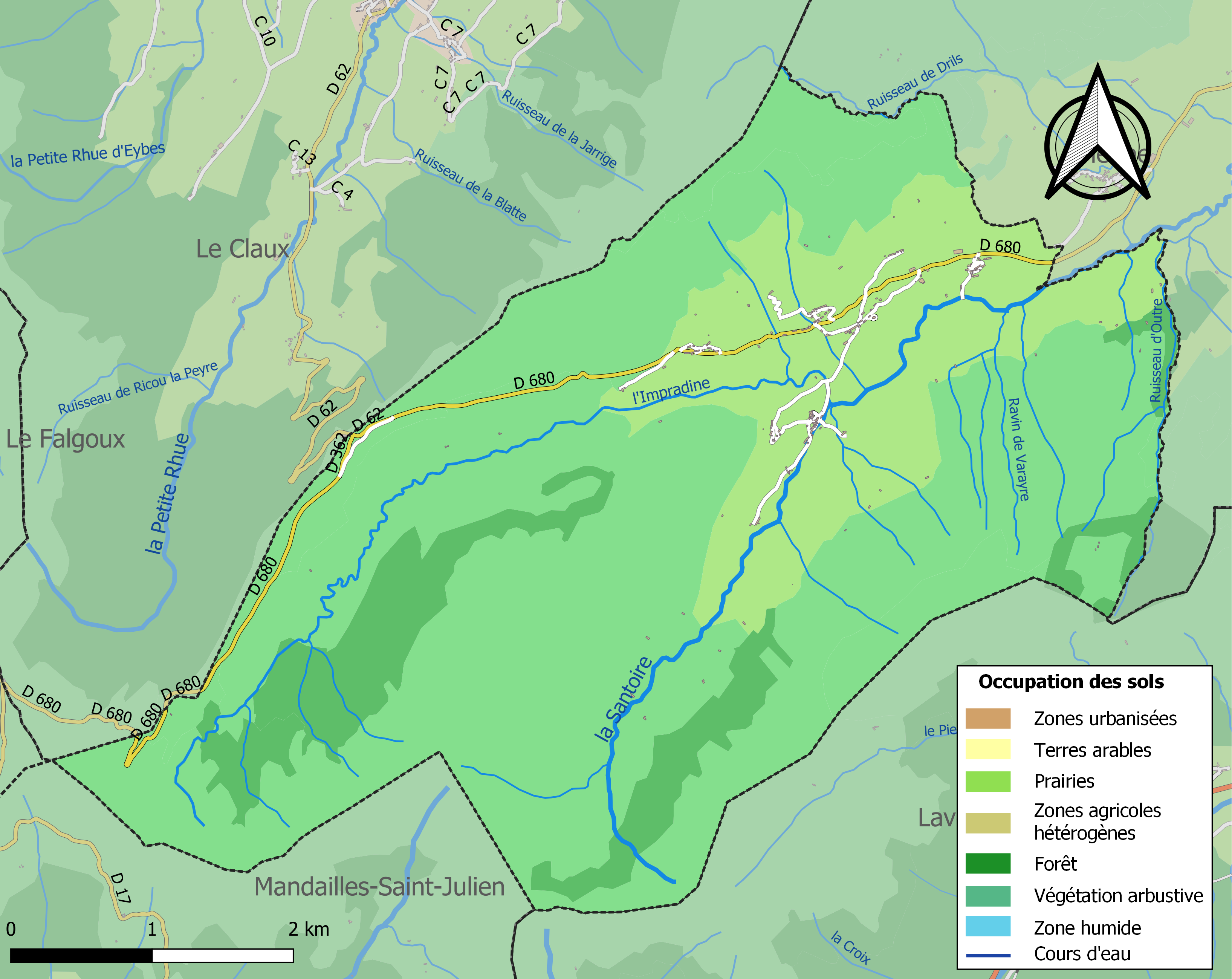
Carte des infrastructures et de l'occupation des sols de la commune en 2018 (CLC).

### Habitat et logement
En 2018, le nombre total de logements dans la commune était de 110, alors qu'il était de 106 en 2013 et de 103 en 2008.
Parmi ces logements, 43,6 % étaient des résidences principales, 48,2 % des résidences secondaires et 8,2 % des logements vacants. Ces logements étaient pour 99,1 % d'entre eux des maisons individuelles et pour 0,9 % des appartements.
Le tableau ci-dessous présente la typologie des logements à Lavigerie en 2018 en comparaison avec celle du Cantal et de la France entière. Une caractéristique marquante du parc de logements est ainsi une proportion de résidences secondaires et logements occasionnels (48,2 %) supérieure à celle du département (20,4 %) et à celle de la France entière (9,7 %). Concernant le statut d'occupation de ces logements, 87,5 % des habitants de la commune sont propriétaires de leur logement (87,2 % en 2013), contre 70,4 % pour le Cantal et 57,5 pour la France entière.
| Typologie                                               | Lavigerie | Cantal | France entière |
| ------------------------------------------------------- | --------- | ------ | -------------- |
| Résidences principales (en %)                           | 43,6      | 67,7   | 82,1           |
| Résidences secondaires et logements occasionnels (en %) | 48,2      | 20,4   | 9,7            |
| Logements vacants (en %)                                | 8,2       | 11,9   | 8,2            |

## Histoire
En 1279, le lieu est écrit La Vegairia, dérivé du bas-latin vicaria qui signifie « viguerie ». L'article s'est accolé à cette racine latine.
La commune de Lavigerie n'existe en tant que telle que depuis 1839, date à laquelle elle a pris son indépendance par rapport à celle de Dienne.

## Politique et administration
| Période                                  | Période   | Identité           | Étiquette | Qualité  |
| ---------------------------------------- | --------- | ------------------ | --------- | -------- |
| Les données manquantes sont à compléter. |           |                    |           |          |
| 1840                                     | 1848      | Pierre Gandilhon   |           |          |
| 1848                                     | 1852      | François Gandilhon |           |          |
| 1852                                     | 1860      | Pierre Gandilhon   |           |          |
| 1860                                     | 1870      | Philippe Saury     |           |          |
| 1870                                     | 1876      | Frédéric Saury     |           |          |
| 1876                                     | 1887      | Joseph Chibret     |           |          |
| 1887                                     | 1892      | Guillaume Verneyre |           |          |
| 1892                                     | 1896      | Guillaume Verneyre |           |          |
| 1896                                     | 1900      | Guillaume Verneyre |           |          |
| 1900                                     | 1904      | Guillaume Verneyre |           |          |
| 1904                                     | 1908      | Jean Boutin        |           |          |
| 1908                                     | 1912      | Guillaume Verneyre |           |          |
| 1912                                     | 1919      | Félix Saury        |           |          |
| 1919                                     | 1925      | Firmin Gandilhon   |           |          |
| 1925                                     | 1929      | Léon Verneyre      |           |          |
| 1929                                     | 1935      | Albert Verneyre    |           |          |
|                                          |           | ...                |           |          |
| 1945                                     |           | Gaston Maury       |           |          |
|                                          |           | Antoine Boulat     |           |          |
|                                          | mars 2001 | René Bénet         |           |          |
| mars 2001                                | mars 2014 | Philippe Gandilhon |           |          |
| mars 2014                                | 2020      | Maurice Gibert     | SE        | Retraité |
| 2020                                     | En cours  | Denis Delpirou     |           |          |

## Population et société

### Démographie
L'évolution du nombre d'habitants est connue à travers les recensements de la population effectués dans la commune depuis 1841. Pour les communes de moins de 10 000 habitants, une enquête de recensement portant sur toute la population est réalisée tous les cinq ans, les populations de référence des années intermédiaires étant quant à elles estimées par interpolation ou extrapolation. Pour la commune, le premier recensement exhaustif entrant dans le cadre du nouveau dispositif a été réalisé en 2007.

En 2022, la commune comptait 113 habitants, en évolution de +7,62 % par rapport à 2016 (Cantal : −1,08 %, France hors Mayotte : +2,11 %).
| 1841 | 1846 | 1851 | 1856 | 1861 | 1866 | 1872 | 1876 | 1881 |
| ---- | ---- | ---- | ---- | ---- | ---- | ---- | ---- | ---- |
| 529  | 600  | 532  | 497  | 498  | 490  | 484  | 538  | 492  |

| 1886 | 1891 | 1896 | 1901 | 1906 | 1911 | 1921 | 1926 | 1931 |
| ---- | ---- | ---- | ---- | ---- | ---- | ---- | ---- | ---- |
| 478  | 464  | 514  | 544  | 534  | 484  | 386  | 421  | 359  |

| 1936 | 1946 | 1954 | 1962 | 1968 | 1975 | 1982 | 1990 | 1999 |
| ---- | ---- | ---- | ---- | ---- | ---- | ---- | ---- | ---- |
| 345  | 327  | 287  | 248  | 231  | 181  | 147  | 121  | 102  |

| 2006 | 2007 | 2012 | 2017 | 2022 | - | - | - | - |
| ---- | ---- | ---- | ---- | ---- | - | - | - | - |
| 102  | 102  | 105  | 107  | 113  | - | - | - | - |

### Manifestations et évènements
La fête de la commune se déroule le premier week-end de juillet, période pendant laquelle est également organisée chaque année depuis plus de 20 ans une randonnée motorisée en 4×4 de notoriété nationale, « La Ronde du Puy-Mary ».

## Économie
Lavigerie vit essentiellement de l'agriculture de moyenne montagne. On y trouve essentiellement des exploitations familiales destinées à l'élevage ou à la production laitière, avec notamment la fabrication de fromage.
La commune compte aussi quelques hébergements touristiques. Si on n'y trouve aucun hôtel, plusieurs gîtes, auberges et chambres d'hôtes accueillent les vacanciers.
La plupart des commerces de la commune ont fermé dans le dernier quart du XXe siècle. La boulangerie-épicerie, les services postaux ou l'hôtel les plus proches se situent sur la commune de Dienne.

### Tourisme
Lavigerie est située en plein cœur de la vallée de la Santoire, sur les pentes du puy Mary, et se trouve sur le parcours du GR 4. De nombreux randonneurs y font donc halte, même s'il leur est difficile d'y séjourner à cause de la quasi-absence de commerces et d'hôtels. Il existe cependant quelques gîtes, auberges et chambres d'hôtes.
C'est un lieu privilégié pour la pratique de la chasse, de la pêche ou du ski de fond.

## Culture locale et patrimoine

### Lieux et monuments
- Église Notre-Dame de la Visitation, érigée en 1830 en lieu et place d'une chapelle plus ancienne. Sa construction est concomitante de l'autonomie de la paroisse de Lavigerie (1822) par rapport à celle de Dienne[15].
- La maison Saury, maison monument historique construite en 1802.
- Autrefois, au col d'Eylac et au col de Serre, on pouvait pratiquer le ski alpin grâce à deux téléskis. Celui de l'Eylac (1969 à 1989) et celui du col de Serre (1986). Sur le commune voisine Le Claux se trouvaient également deux téléskis.
- Domaine nordique du Haut Cantal Puy Mary. Les activités nordiques au départ du col de Serre, sont le ski de fond, raquettes à neige, chiens de traîneau, le ski de randonnée nordique...
- Les principaux sommets de la commune :

- Peyre-Arse 1806 mètres 
- Puy Mary  1783 mètres 
- Puy Bataillouse  1677 mètres 
- Téton de Vénus 1669 mètres 
- Puy de Seycheuse 1647 mètres...

### Personnalités liées à la commune
- Le poète Camille Gandilhon Gens d'Armes a vécu à Lavigerie. Il est inhumé dans le caveau familial au cimetière dit de la Chapelle où une plaque rapporte ses derniers mots à ses enfants leur demandant de le ramener dans sa terre natale.